# Edgar Krapp
Edgar Krapp (Bamberg, 3 de junio de 1947-) es un organista y profesor de música alemán. Es miembro de la Neue Bachgesellschaft (Nueva Sociedad de Bach) en Leipzig y de la Academia Bávara de Bellas Artes.

## Biografía
Sus primeras clases de órgano las recibió como miembro del coro de la catedral. Tras graduarse, estudió órgano con Franz Lehrndorfer en Múnich y con Marie-Claire Alain en París. Durante el transcurso de sus estudios participó igualmente en diversas competiciones musicales internacionales, ganando algunas de ellas.
Entre 1974 y 1993 fue el sucesor de Helmut Walcha en la Academia de la Música en Fráncfort, y entre 1982 y 1991 enseñó como profesor visitante en el Mozarteum de Salzburgo. En 1993 fue elegido como sucesor de Lehrndorfer en la Hochschule für Musik und Theater München, donde enseñó hasta 2012, año en el que sería remplazado por Bernhard Haas.
Krapp ha sido organista en conciertos en Europa, América y Japón, y ha trabajado junto a directores de renombre tales como Rafael Kubelík, Georges Prêtre, Colin Davis, Lorin Maazel, Vladímir Fedoséyev, Horst Stein y Christoph Eschenbach, tocando las partituras para órgano de Bach en diversas ocasiones, transmitiendo en vivo los 14 conciertos de ello en Múnich. De igual manera, ha tocado y grabado conciertos de órgano de Handel y todas sus obras de clavicémbalo. En 1985, tocó los seis conciertos de órgano Op. 4 de Handel con la Orquesta Sinfónica de la Radio de Stuttgart en colaboración con la Radio del Sur de Alemania.
Entre otros, ha tocado con la Orquesta Sinfónica de Chicago, la Orquesta Sinfónica de la Radio de Baviera, la Orquesta Filarmónica de Múnich, la Orquesta Sinfónica de Bamberg, la Orquesta Sinfónica Alemana de Berlín y la Orquesta Sinfónica de Viena. En 1995, tocó en la catedral de Berlín junto al Nederlands Kamerkoor, y en 1983 tocó el órgano en la basílica de la abadía de Benediktbeuern "Viejas Sonatas Italianas de Iglesia para Chelo y Órgano" con David Geringas.